# Plagiochila flexicaulis
Plagiochila flexicaulis là một loài rêu trong họ Plagiochilaceae. Loài này được Mont. mô tả khoa học đầu tiên năm 1847.
Danh pháp khoa học của loài này chưa được làm sáng tỏ. 